# Бундур, Марк
Марк (Марко) Бундур (? — 15 марта 1654) — украинский писец летописи, монах Пустынно-Николаевского монастыря в Киеве. В 1651 году закончил переписывать Волынский летописный свод конца XIII — начала XIV века, по составу близкий к Ипатьевскому и Хлебниковскому летописным описаниям Ипатьевской летописи. Вероятный автор написанных украинским книжным языком комментариев на полях, в которых даётся оценка изложенных в летописи событий. Эти эмоционально насыщенные комментарии — интересный памятник украинской исторической мысли и публицистики. Рукопись Бундура середины XVII века ныне хранится в Библиотеке Российской академии наук в Санкт-Петербурге. Ермолаевский список XVIII века (назван по фамилии его владельца), который хранится в Российской национальной библиотеке в Санкт-Петербурге, является копией списка Бундура или общего с ним протографа.